# Amor de película
Amor de película (bra: Amor de Película) é um filme argentino em cores dirigido por Sebastián Mega Díaz sobre seu próprio roteiro escrito em colaboração com Sebastián Caulier que foi lançado em 7 de novembro de 2019 e que teve como atores principais Guillermo Pfening, Nicolás Furtado, Natalie Pérez e María Canale.

## Sinopse
Enquanto está tentando avançar em sua carreira como diretor de cinema, Martín se encontra com Vera, que está decolando na sua como atriz e ambos devem determinar o que precisam para seguir adiante como casal e também recuperar algo da magia inicial, quando, estando no mesmo bar mas sem conhecerem-se, ela, mais audaz que o tímido Martín, deu o passo inicial para falar com ele e conhecerem-se. Uma história que vai e vem, fracassos e triunfos, tentativas e lucros quase felizes, uma história que fala sobre as segundas oportunidades, as primeiras impressões e a (re)construção do amor.

## Elenco
Os seguintes atores participaram do filme:
- Guillermo Pfening como Alejandro Monferrán
- Nicolás Furtado como Martín Rivas
- Natalie Pérez como Vera Marino
- María Canale como Recepcionista de Teatro
- Juan Nemirovsky como Ricky
- Julieta Vallina como Victoria
- Vanesa Butera como Azul
- Pablo Toporosi como Gastón

## Comentários
Isabel Croce, no jornal La Prensa [es], escreveu:

Amor de película conta com um elenco de jovens, maioritariamente profissionais, que souberam conquistar o público… no mundo da televisão… ou na comédia musical… E apesar de um enredo pouco original mas com o humor necessário , os atores, com autenticidade e simpatia, conseguem entrar no bolso dos telespectadores.
María Fernanda Mugica, no jornal La Nación, escreveu:

As regras da comédia romântica e a sua magia, mas também a sua distância da natureza do amor na vida real, são uma parte central de Amor de película. A história que conta tem as características de um típico romance de cinema, mas também trata de contrastá-lo com o cotidiano pouco glamoroso e de valorizar aquele amor com menos fogos de artifício, mas com outras qualidades mais duradouras… Com detalhes que remetem a comédias românticas como Begin Again ou Music and Lyrics, Amor de película faz uma divertida e sincera homenagem ao gênero, demonstrando sua admiração por ele, mesmo com seus clichês…